# Alcohol You
Alcohol You ist ein englischsprachiger Popsong, der von der rumänischen Sängerin Roxen interpretiert wurde. Mit dem Titel gewann sie die Fernsehshow Selecția Națională 2020 und sollte Rumänien beim Eurovision Song Contest 2020 in Rotterdam vertreten.

## Hintergrund und Produktion
Das Lied wurde von Ionuț Armaș geschrieben und komponiert. Die Musik komponierte er mit Viky Red, welcher es auch produzierte. Mit Breyan Isaac schrieb Armaș den Text. Dies geschah während eines sog. Songwriting Camp im Januar 2020, aus welchem die Lieder für die Selecția Națională 2020 ausgewählt wurden.
Im Gegensatz zu vorherigen Jahren wurde am 11. Februar 2020 vom Fernsehsender Televiziunea Română bekanntgegeben, dass die Interpretin Larisa Roxana Giurgiu intern als Vertreterin nominiert wurde. Für die nationale Vorentscheidung wurden fünf Titel ausgewählt, aus denen Alcohol You am 1. März als Sieger hervorging. Der Song erhielt die Höchstpunktzahl sowohl von der Jury als auch von den Zuschauern.

## Musik und Text
Der Titel drücke verschiedene Emotionen wie Traurigkeit, Verzweiflung und Hoffnung aus. Außerdem sei es als „Hymne der universellen Liebe“ zu verstehen. Wichtiger als die kleinen alltäglichen Probleme sei das Finden von innerem Frieden. Die Interpretin sagt, sie habe immer mit anderen Menschen zu tun gehabt und sich selbst dabei vergessen. Sie wolle nicht Verständnis von allen erfahren, sondern in erster Linie von sich selbst und Leuten, die in einer besonderen Verbindung mit ihr stünden. Der Inhalt repräsentiere einen Teil ihrer eigenen Lebensgeschichte. Liana Stanciu, rumänische Delegationsleiterin, beschrieb Alcohol You als kraftvolles Lied über Liebe, wie man mit Leid umgehe, sowie den Mut, sich für das zu entscheiden, was einen stärker mache.
Die Zeile „Alcohol You“ (deutsch etwa „Betrinke dich“) ist als Wortspiel zu betrachten. Englisch ausgesprochen klingt dieser ähnlich wie „I’ll call you“ (deutsch „Ich werde dich anrufen“). In seinem gesamten Kontext lautet die entsprechende Zeile im Lied „I’ll call you when I’m drunk“ (deutsch „Ich werde dich anrufen, wenn ich betrunken bin“).

## Beim Eurovision Song Contest
Rumänien hätte im ersten Halbfinale des Eurovision Song Contest 2020 mit diesem Lied auftreten sollen. Aufgrund der fortschreitenden COVID-19-Pandemie wurde der Wettbewerb jedoch abgesagt.

## Rezeption
ESC Kompakt beschreibt Alcohol You als „minimalistisch“ und zog Vergleiche zu Billie Eilish. Das Arrangement schaffe es, „ganz zurückgenommen ein düsteres Gefühl zu erzeugen“. Außerdem wurde der Titel mit dem bulgarischen Grand-Prix-Titel Tears Getting Sober aus demselben Jahr verglichen. Es sei interessant gewesen, welcher von beiden Titeln sich am Ende durchgesetzt hätte. Andererseits wurde die Überarbeitung bemängelt. escYOUnited sprach von einem sehr schlauen Text, der gut zusammenpasse. Bei ESCXtra gab es Stimmen, die sowohl die neue als auch die alte Fassung des Titels loben. Er sei modern und das Musikvideo habe das volle Potential für einen möglichen Auftritt beim Eurovision Song Contest dargelegt. Ebenfalls wurde ein möglicher Konkurrenzkampf mit dem bulgarischen Beitrag als größtes Hindernis angesehen.

## Veröffentlichung
Die Single wurde am 21. Februar 2020 veröffentlicht. Am 11. März wurde eine leicht überarbeitete Version bereitgestellt. Die Perkussion und Streicher treten deutlich nach vorne, außerdem wurde der Gesang angepasst.
Am 4. April wurde ein „Soundland Remix“ veröffentlicht.
Der Song wurde mit dem Musikvideo veröffentlicht, welches unter der Regie von Bogdan Păun gedreht wurde. Man habe genau untersucht, wie die Farben und Elemente des Sets wirkten, damit die Bedeutung des Songs bestmöglich ausgedrückt werden konnte. Es zeigt Roxen vor einer Wand mit einer Zeichnung von ihrem Profil, wobei im Laufe des Videos der Songtext gezeigt wird.